# 乌干达丛林战争
乌干达丛林战争是一场持续于1980年至1986年的内战，是乌干达政府及其武装组织乌干达国家解放军与一些反叛组织，尤其是全國抵抗軍之间的战争。最终，全国抵抗运动获得胜利，约韦里·穆塞韦尼担任总统。